# Max Gros-Louis
Max Gros-Louis, en wendat Oné Onti (Wendat, Quebec, 6 d'agost de 1931 – 14 de novembre de 2020), fou un polític quebequès i cabdill dels hurons. Estudià a Loretteville i s'especialitzà en Dret Autòcton al Quebec, alhora que fomentava el desenvolupament de l'artesanat indígena. Del 1965 al 1976 fou secretari tresorer de l’Asociation des Indiens du Quebec. Del 1964 al 1984 fou Cap de la Nació Huronne-Wendat, i el 1994 fou reescollit cap. També ha ocupat càrrecs a l'Assemblea de les Primeres Nacions.